# 日本ビューグルバンド

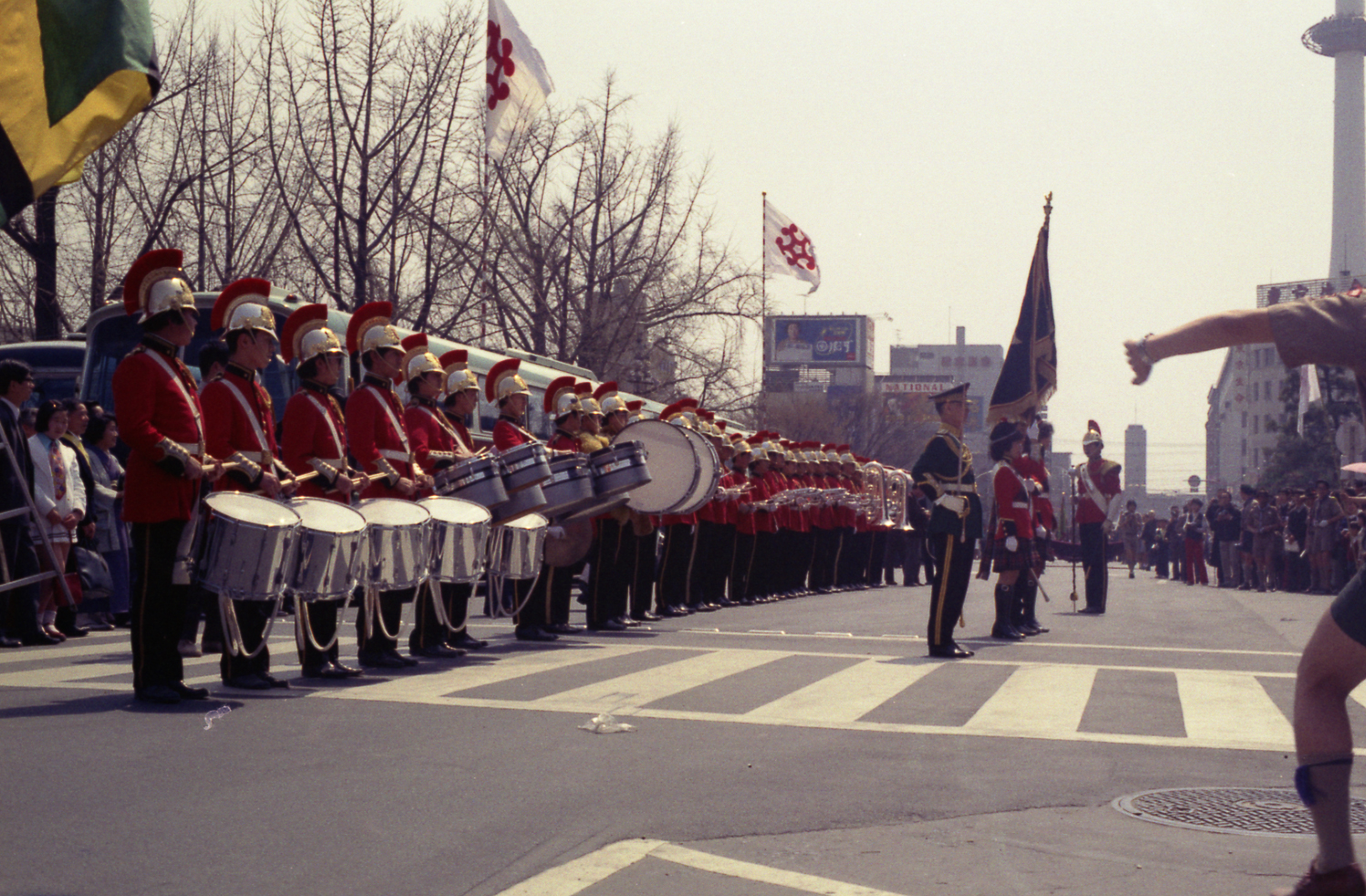
日本ビューグルバンド YOKOHAMA RISING SUN

日本ビューグルバンド（にほんビューグルバンド、Nippon Drum & Bugle Corps (NDBC)）は、日本の神奈川県を拠点とするドラム・アンド・ビューグル・コー（マーチングバンド）である。愛称はYOKOHAMA RISING SUN。

## 概要
1966年、関東学院の広岡徹也を中心に、当時としてはあまり知られていなかったヨーロッパのミリタリーバンド、フランス空軍軍楽隊（ビューグルバンド）をモデルとし、マーチングドラムと軍隊ラッパ（ノーピストンビューグル）そしてバトントワリングの編成で、関東学院吹奏楽部（現：関東学院マーチングバンド）・日本大学高等学校吹奏楽部・京浜女子大学付属トランペット鼓隊（現：鎌倉女子大学中等部・高等部マーチングバンド）のOB・OGにより、日本で初めての一般バンドとして発足。
1968年、イギリス近衛兵を模したユニホームを採用、
1970年、日本万博の年に日本で初めてシェイコをヘルメットに採用し、35年の永きに渡り“ヘルメットのバンド”としてファンに愛された。
1971年、バンドフロントをバトンからカラーガードに変更、ホーンラインをトランペットと1ピストン1ロータリーのビューグル（B♭管）にする。
1975年、DCIフィラデルフィア大会にエキシビションで演奏。バンド愛称を“RISINGSUN”とする。
1978年、G管ビューグルの採用を検討するが、将来性を考え現在のB♭管3ピストンマーチングブラスを採用し現在に至る。
2004年、活動休止。
2005年、新たなメンバー追加により活動再開。日本ビューグルバンド Rising Sunの既存のメンバーを中心に新たなマーチングの可能性、新しいパフォーマンスの追及のため、表現の場を30m×30mのフィールドからステージ（舞台）へと変更。
2007年、日本ビューグルバンド Rising Sunとは別に、日本ビューグルバンド GEISHAとして、旗揚げコンサート「CONCERT2006 〜COLOR〜」開催。
2012年、日本ビューグルバンド GEISHA活動休止。
日本マーチングバンド・バトントワーリング協会主催の第40回記念マーチングバンド・カラーガード全国大会 記念バンドへ初期メンバーなどが協力参加。
45年に及ぶ歴史の中で、日本ビューグルバンド　の数多くのOB・OGが創成期に日本全国でマーチングの種をまき、現在のマーチングバンド&バトントワリングの世界を創造し、今もなお育成し続けている。

## 歴史

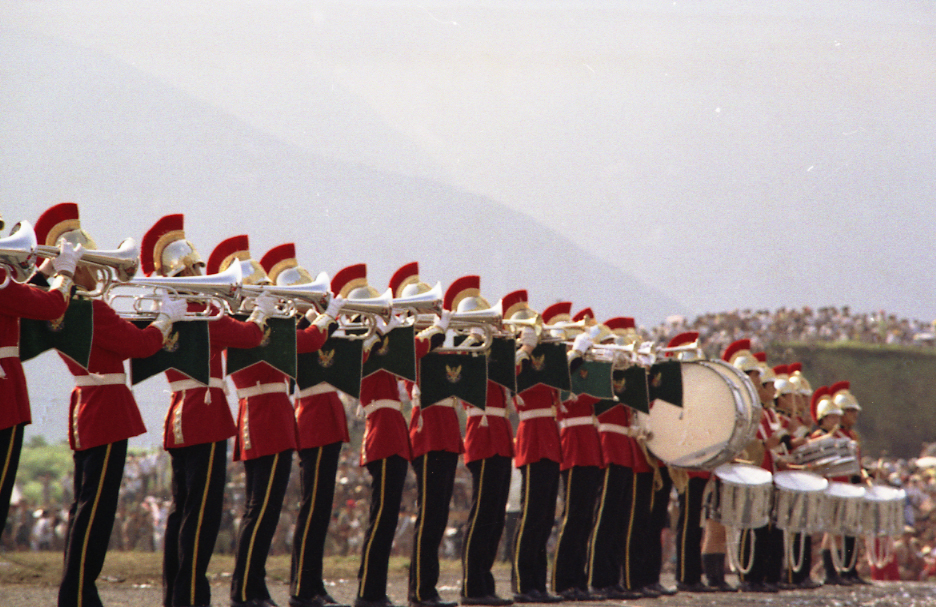
日本ビューグルバンド　YOKOHAMA RISING SUN

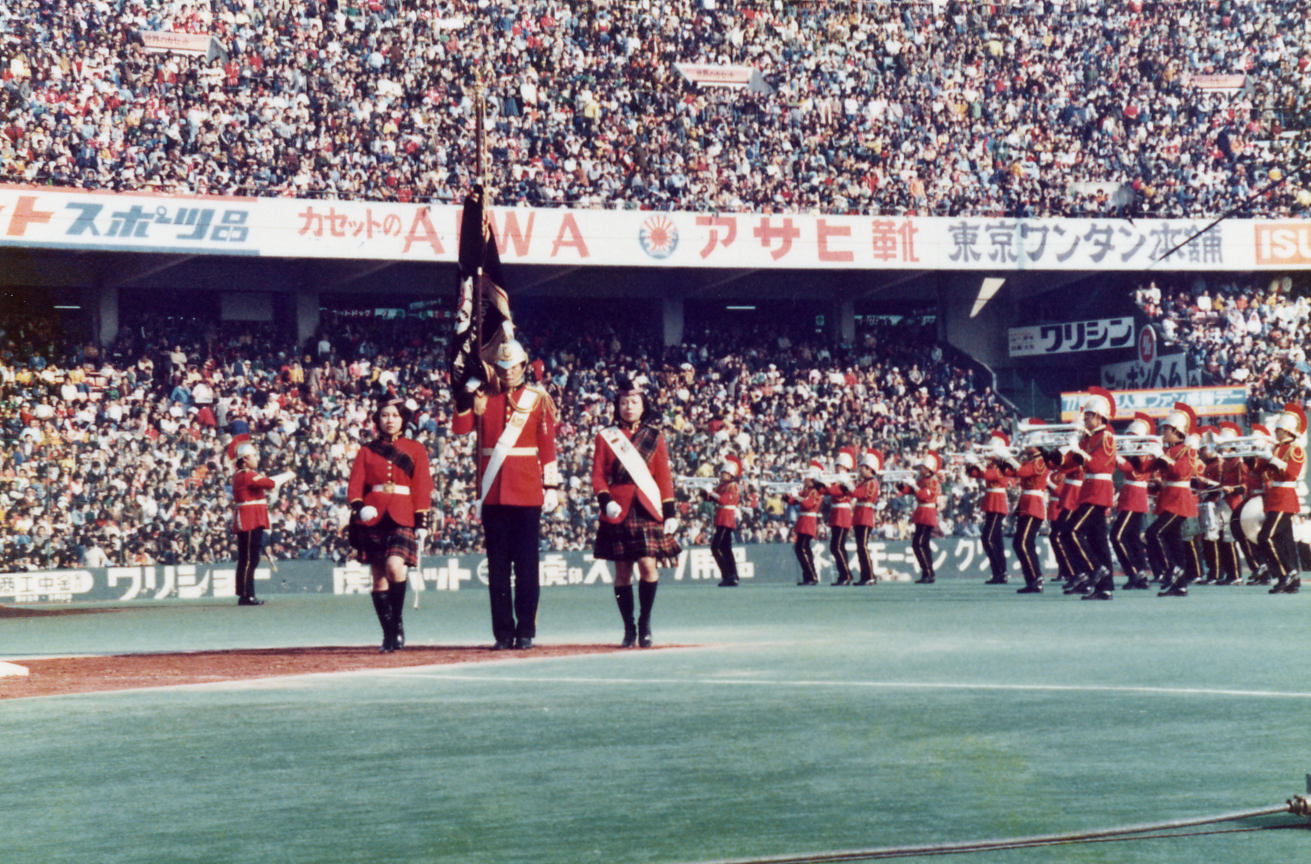
日本ビューグルバンド　YOKOHAMA RISING SUN

1965年
関東学院吹奏楽部と日本大学高等学校吹奏楽部の合同バンドにて、第16回NHK紅白歌合戦出演。
1966年
前年のNHK紅白歌合戦出演をきっかけとして、ノーピストンビューグルを使用した日本で初めての一般バンドとして発足。
横浜・紅葉坂・神奈川県立音楽堂でステージドリルを初演。
1967年
1ピストンビューグルを導入（B♭管）
1月10日　横浜文化体育館にて第1回発表会として、第1回パレードバンドフェスティバルを自主開催。
6月 パレードバンドアソシエイション（現：日本マーチングバンド・バトントワーリング協会）発足に際して実務レベルを掌握。
8月 パレードバンドアソシエイション主催の第1回夏期講習会にて主要メンバーが指導講師を務める。
12月17日　横浜文化体育館にて第2回発表会を兼ねて、第2回パレードバンドフェスティバル（現：マーチングバンド関東大会がその後回数を継承、マーチングバンド全国大会の基）をパレードバンドアソシエイションが初めて主催する。
1968年
1ピストン1ロータリービューグルを導入（B♭管）。
英国近衛兵を模した、現在の赤いユニフォームに変更。
1970年
2月　現在のヘルメットに変更。
4月1日〜5日　7月8日〜15日　大阪万国博覧会水上ステージに春夏2回出演（メロディーラインに本格的にトランペットを導入）。
8月6日〜10日　日本 ボーイスカウト連盟の要請にて第５回日本ジャンボリー（於：朝霧高原）に出演。
1971年
1月9日公開、東宝制作・若大将シリーズ第17弾若大将対青大将鈴鹿サーキットレース前シーンに出演。　
8月1日〜10日　ボーイスカウト第13回世界ジャンボリー（於：朝霧高原）で10日間のテント生活を体験しながら毎朝晩の掲揚パレード出演、及びロサンゼルスのBS379隊のD&Bと共演（於：静岡駿府会館）。
1972年
日本ボーイスカウト連盟創設50周年記念式典（於　明治神宮参集殿）にて、昭和天皇臨席の下でファンファーレを演奏。
第23回NHK紅白歌合戦オープニングファンファーレ出演。
1973年
今までのフェスティバルとは別に第1回マーチングバンド全国大会が開催される。今までのフェスティバルは関東大会となる。
1975年
アメリカツアーを企画し、竹宮帝次団長（元全日本連盟副会長）のもと、ボストンで開催されたナショナルCYO（現国立CYO）及びフィラデルフィアで開催されたDCIファイナルのエキジビジョンに日本の団体では初めての参加（バンド愛称を“RISING SUN”とする）。
1978年
G管ビューグルの導入を検討したが、将来性を考えB♭管3ピストンのマーチングバンドに変更。
1979年
マーチングバンド全国大会の名称が第7回マーチングバンド・バトントワーリング全国大会と現在の名称になった。
1985年
筑波博に出演。
1988年
第14回全国大会において、ウインドアンサンブル賞を受賞。
1989年
横浜博に出演（延べ10回以上）。
1997年
活動方針を変更、コンテスト参加を自粛する。
1998年
かながわ・ゆめ国体のイベントであるマーチングバンド世界大会でファンファーレ出演。
2001年
第27回全国大会にて全日本連盟副会長・岩波信平の追悼演技披露。
2002年
マーチングバンド神奈川県大会ファンファーレ出演。湘南フェスティバル出演。
2003年
マーチングバンド神奈川県大会ファンファーレ出演。
2004年
マーチングバンド神奈川県大会ファンファーレ出演。湘南フェスティバル出演。
活動休止。
2012年
日本マーチングバンド・バトントワーリング協会主催の第40回記念マーチングバンド・カラーガード全国大会 記念バンドへ初期メンバーなどが協力参加。
2014年
日本マーチングバンド協会主催「第13回マーチングステージ全国大会」に出演する。前述の40周年記念バンドとして参加したメンバーの中で、「再度マーチングにチャレンジしたい！」と手を上げた40歳以上・初期メンバーを軸に若手を加えた総勢24名で再結成。
2015年
9月 日本マーチングバンド・バトントワーリング協会神奈川県連盟主催の第35回マーチングバンド神奈川県大会　岩波信平杯　故:石原基国氏　授賞式に演奏出演。
11月 日本マーチングバンド・バトントワーリング協会関東支部主催の第50回記念マーチングバンド関東大会に　第1回大会を自主開催した事で　ゲスト出演。

## 関連文献
- 雑誌『Drum Corps Fun Vol,4』 ㈱横浜日本屋楽器、88、2009年4月、ISBN 978-4-9903580-4-4